# Jörg Kärger

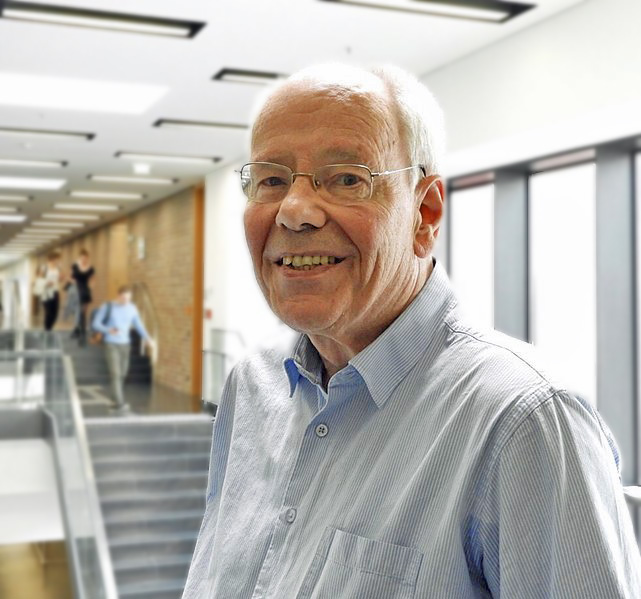
Jörg Kärger im Hörsaalgebäude der Universität Leipzig (2019)

Jörg Kärger (* 3. Oktober 1943 in Erfurt) ist ein deutscher Physiker.

## Leben und Wirken
Nach dem Schulbesuch in Erfurt und Leipzig studierte Kärger Physik an der Universität Leipzig, deren Angehöriger er auch in der Folgezeit blieb, unterbrochen von Gastaufenthalten in Prag, Leningrad, Moskau, Paris und Fredericton/Kanada. Der Promotion 1970 mit der Dissertationsschrift „Die Diffusion von Wasser an 13X-Zeolithen: Untersucht nach der Methode der kernmagnetischen Resonanz mit Hilfe gepulster Feldgradienten“ bei Harry Pfeifer folgten 1978 die Promotion B (1991 mit Umwandlung in Habilitation) sowie die Berufung auf eine außerordentliche Professur 1989 und eine ordentliche Professur für Experimentalphysik/Grenzflächenphysik 1994.
Bestimmend für seinen wissenschaftlichen Werdegang waren seine bereits im Rahmen der Promotion begonnenen Arbeiten zum Einsatz der NMR-Spektroskopie zur Messung der Moleküldiffusion in nanoporösen Materialien (Zeolithen). Bestehende Vorstellungen mussten nach seinen Messungen um Größenordnungen korrigiert werden, was zu einem Paradigmenwechsel im Verständnis des molekularen Stofftransports in solchen Systemen führte. Der von ihm dabei benutzte Mechanismus der Zweibereichsdiffusion wurde zu einem vielbenutzten Modell für NMR-Diffusionsmessungen in komplexen Systemen, bis hin zu deren Nutzung für die Magnetresonanztomographie. Seine Monographien Diffusion in Zeolites and Other Microporous Solids (Wiley, 1992, gemeinsam mit D. M. Ruthven) und Diffusion in Nanoporous Materials (gemeinsam mit D. M. Ruthven und D. N. Theodorou) wurden zu Standardwerken in der Sorptionsforschung, d. h. bei der Untersuchung des Verhaltens von Molekülen in Wechselwirkung mit Grenzflächen. Anerkennung fanden seine Arbeiten unter anderem mit der Vergabe des Gustav-Hertz-Preises der Physikalischen Gesellschaft der DDR (1978, gemeinsam mit Harry Pfeifer), des Breck-Preises der Internationalen Zeolith-Assoziation (1986, gemeinsam mit Harry Pfeifer, Dieter Freude und Martin Bülow) und des Max-Planck-Forschungspreises (1993, gemeinsam mit Douglas M. Ruthven). Er ist Autor von über 500 Publikationen in Periodika, Autor/Herausgeber von 10 Büchern und als weltweit produktivster Forscher auf dem Gebiet der Moleküldiffusion ausgewiesen.
Gemeinsam mit Paul Heitjans initiierte er die Diffusion-Fundamentals-Konferenz-Serie, die sich den Phänomenen von Zufallsbewegung und Ausbreitung in ihrer Gesamtheit widmet. Die betrachteten Objekte können damit von materieller wie immaterieller Natur sein und reichen von den Atomen und Molekülen als den traditionellen Objekten der Diffusionsforschung bis hin zu neuen Spezies in der Tier- und Pflanzenwelt sowie neuen Wörtern in unserem Wortschatz. Seit der 6. Tagung 2015 in Dresden steht die Konferenz-Serie mit dem sie begleitenden Diffusion-Fundamentals-Online-Journal unter Federführung der Sächsischen Akademie der Wissenschaften zu Leipzig. Die 10. Tagung 2023 fand erstmals im asiatischen Raum in Taschkent statt.
Im Ergebnis der Dresdner Tagung entstand das Buch „Diffusive Spreading in Nature, Technology and Society“, für das er zusammen mit Armin Bunde, Jürgen Caro und Gero Vogl 2019 vom Fonds der Chemischen Industrie mit dessen Literaturpreis ausgezeichnet wurde. Eine Neuauflage dieses Buches wurde 2022 zur internationalen Diffusion Fundamentals IX-Konferenz in Krakow vorgestellt.
2020 erhielt er zusammen mit Jürgen Caro, seinem ersten Doktoranden, den Eni-Preis in der Kategorie „Advanced Environmental Solutions“ für ihre Arbeit, die zur Entwicklung von Mikrobildgebungsverfahren für die Beobachtung von diffusiven Molekülströmen in nanoporösen Materialien führte.
Von 2018 bis 2024 leitete er eine internationale Arbeitsgruppe zum IUPAC-Projekt „Diffusion in nanoporous solids“ für die Erarbeitung eines umfassenden Regelsatzes zur Messung und Beschreibung der Diffusionseigenschaften chemischer Verbindungen in nanoporösen Materialien, deren Ergebnisse in einem 89 Seiten umfassenden IUPAC-Report veröffentlicht wurden.
2022 wurde Jörg Kärger der Otto-Stern-Preis verliehen. Kärger wurde für seine grundlegenden Beiträge zur Anwendung der Kernspinresonanzspektroskopie (NMR) von der Fachgruppe Magnetische Resonanz der Gesellschaft Deutscher Chemiker geehrt.
Für seine Verdienste in der Lehre wurde Kärger 2005 mit dem Theodor-Litt-Preis der Universität Leipzig geehrt. Besondere Medienwirksamkeit erzielte er bei seinen Sonntagsvorlesungen an der Fakultät für Physik und Geowissenschaften mit bis zu 500 Zuhörern, wobei in einer davon über die „Physik des Fahrrades“ durch die Vorlesungsbesucher mit abgestimmten Fahrradklingeln das weltgrößte Fahrradklingelorchester zum Eintrag ins Guinnessbuch der Rekorde gebildet wurde.
Seit 1971 ist Jörg Kärger mit der Zahnärztin Birge Kärger, geb. Koch, verheiratet. Aus der Ehe sind vier Kinder hervorgegangen. 

## Funktionen und Mitgliedschaften
- 1996 bis 1999 Dekan der Fakultät für Physik und Geowissenschaften der Universität Leipzig,
- 1995 bis 1998 Vorsitzender der DECHEMA-Fachgruppe „Zeolithe“,
- 2002 bis 2006 Ombudsmann der Universität Leipzig
- 2007 bis 2010 Mitglied des Boards der Direktoren des Zentrums für Magnetische Resonanz der Universität Leipzig.[16]
- seit 2000  Mitglied der Sächsischen Akademie der Wissenschaften zu Leipzig (dort Vorsitzender der Strukturkommission „Ausbreitung in Natur, Technik und Gesellschaft“).[17]
- seit 2003  Mitglied der Evangelischen Forschungsakademie.
- 1991   Gründungsmitglied des Förderkreises des Leipziger Universitätschores (stellvertretender Vorsitzender von 1991 bis 2014)

## Schriften (Auswahl)
Bücher
- Jörg Kärger, Douglas Morris Ruthven: Diffusion in Zeolites and Other Microporous Solids. John Wiley, New York, USA 1992, ISBN 0-471-50907-8.
- Paul Heitjans, Jörg Kärger (Hrsg.): Diffusion in Condensed Matter: Methods, Materials, Models. 3. Auflage. Springer, Berlin/Heidelberg 2009, ISBN 978-3-540-72081-2.
- Jörg Kärger (Hrsg.): Leipzig, Einstein, Diffusion. Leipziger Universitätsverlag, Leipzig, 2007, (3. Auflage 2014), ISBN 978-3-86583-176-7.
- Jörg Kärger, Douglas Morris Ruthven, Doros N. Theodorou: Diffusion in Nanoporous Materials. Wiley-VCH, Weinheim 2012, ISBN 978-3-527-31024-1.
- Armin Bunde, Jürgen Caro, Jörg Kärger, Gero Vogl (Hrsg.): Diffusive Spreading in Nature, Technology and Society. Springer International Publishing, Cham 2018, ISBN 978-3-319-67797-2.

Publikationen in Periodika
- J. Kärger: Zur Bestimmung der Diffusion in einem Zweibereichsystem mit Hilfe von gepulsten Feldgradienten. In: Ann. Physik. Band 7, Nr. 24, 1969, S. 1–4.
- J. Kärger, J. Caro: Interpretation and Correlation of Zeolitic Diffusivities Obtained from Nuclear Magnetic Resonance and Sorption Experiments. In: J. Chem. Soc. Faraday. Band 1, Nr. 73, 1977, S. 1363–1376.
- W. Heink, J. Kärger, H. Pfeifer: Application of Zeugmatography to Study Kinetics of Physical Adsorption. In: Chem. Engin. Sci. Band 33, 1978, S. 1019–1023.
- J. Kärger, W. Heink: The Propagator Representation of Molecular Transport in Microporous Crystallites. In: J. Magn. Res. Band 51, 1983, S. 1–7.
- V. Kukla, J. Kornatowski, D. Demuth, I. Girnus, H. Pfeifer, L.V.C. Rees, S. Schunk, K.K. Unger, J. Kärger: NMR Studies of Single-File Diffusion in Unidimensional Channel Zeolites. In: Science. Band 272, 1996, S. 702–704.
- R. Valiullin, S. Naumov, P. Galvosas, J. Kärger, H.-J. Woo, F. Porcheron, P. A. Monson: Exploration of Molecular Dynamics during Transient Sorption of Fluids in Mesoporous Materials. In: Nature. Band 443, 2006, S. 965–968.
- F. Feil, S. Naumov, J. Michaelis, R. Valiullin, D. Enke, J. Kärger, C. Bräuchle: Single-Particle and Ensemble Diffusivities−Test of Ergodicity. In: Angew. Chem., Intern. Edit. Band 51, 2012, S. 1152–1155.
- J. Kärger, T. Binder, C. Chmelik, F. Hibbe, H. Krautscheid, R. Krishna, J. Weitkamp: Microimaging of Transient Guest Profiles to Monitor Mass Transfer in Nanoporous Materials. In: Nature Mater. Band 13, 2014, S. 333–343.
- C. Chmelik, M. Liebau, M. Al-Naji, J. Möllmer, D. Enke, R. Gläser, J. Kärger: One-Shot Measurement of Effectiveness Factors of Chemical Conversion in Porous Catalysts. In: ChemCatChem. Band 10, 2018, S. 5602–5609.